# Lon nhôm

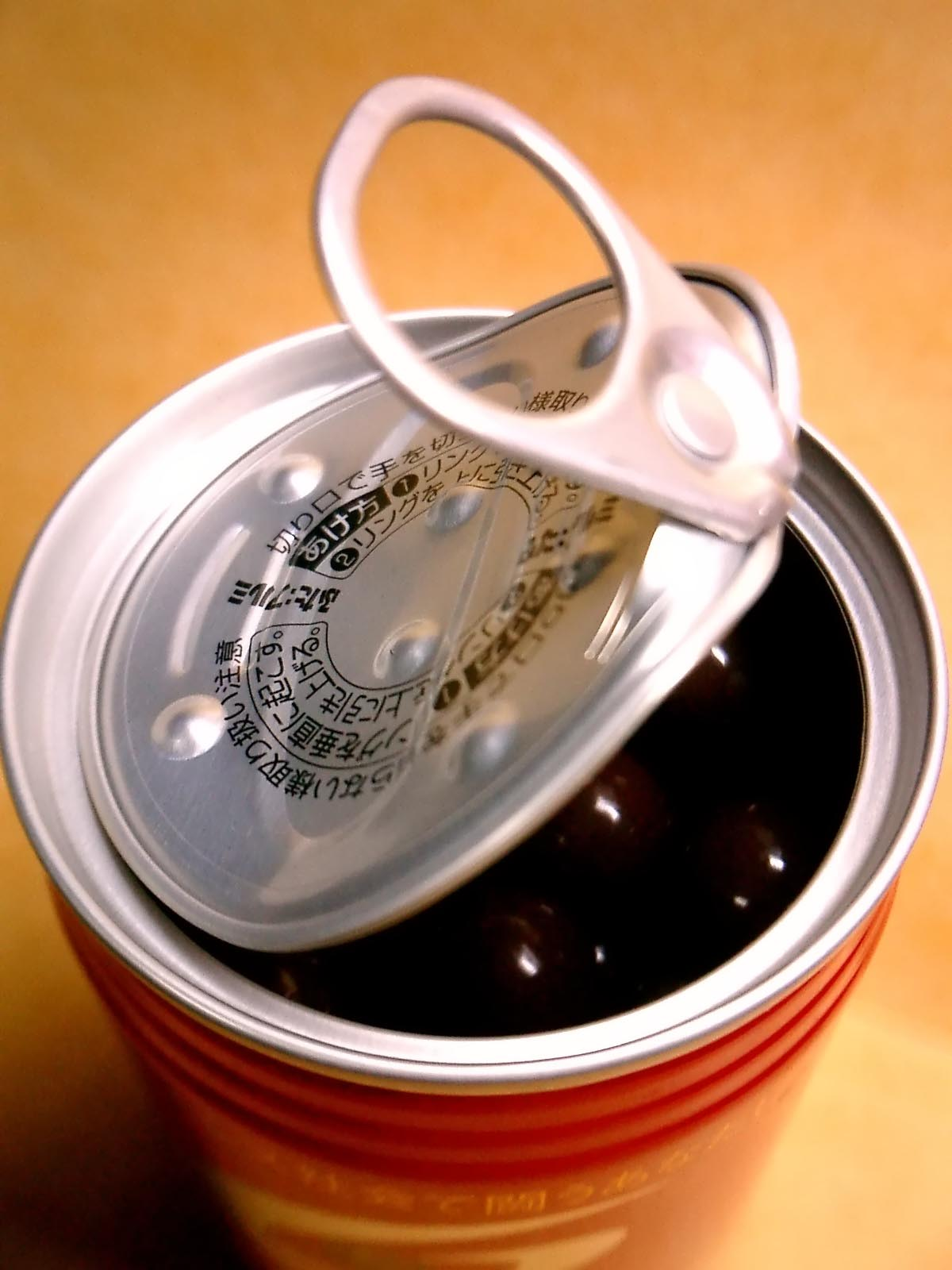
Lon nhôm đựng thức ăn với một miếng nhôm giúp mở lon dễ dàng

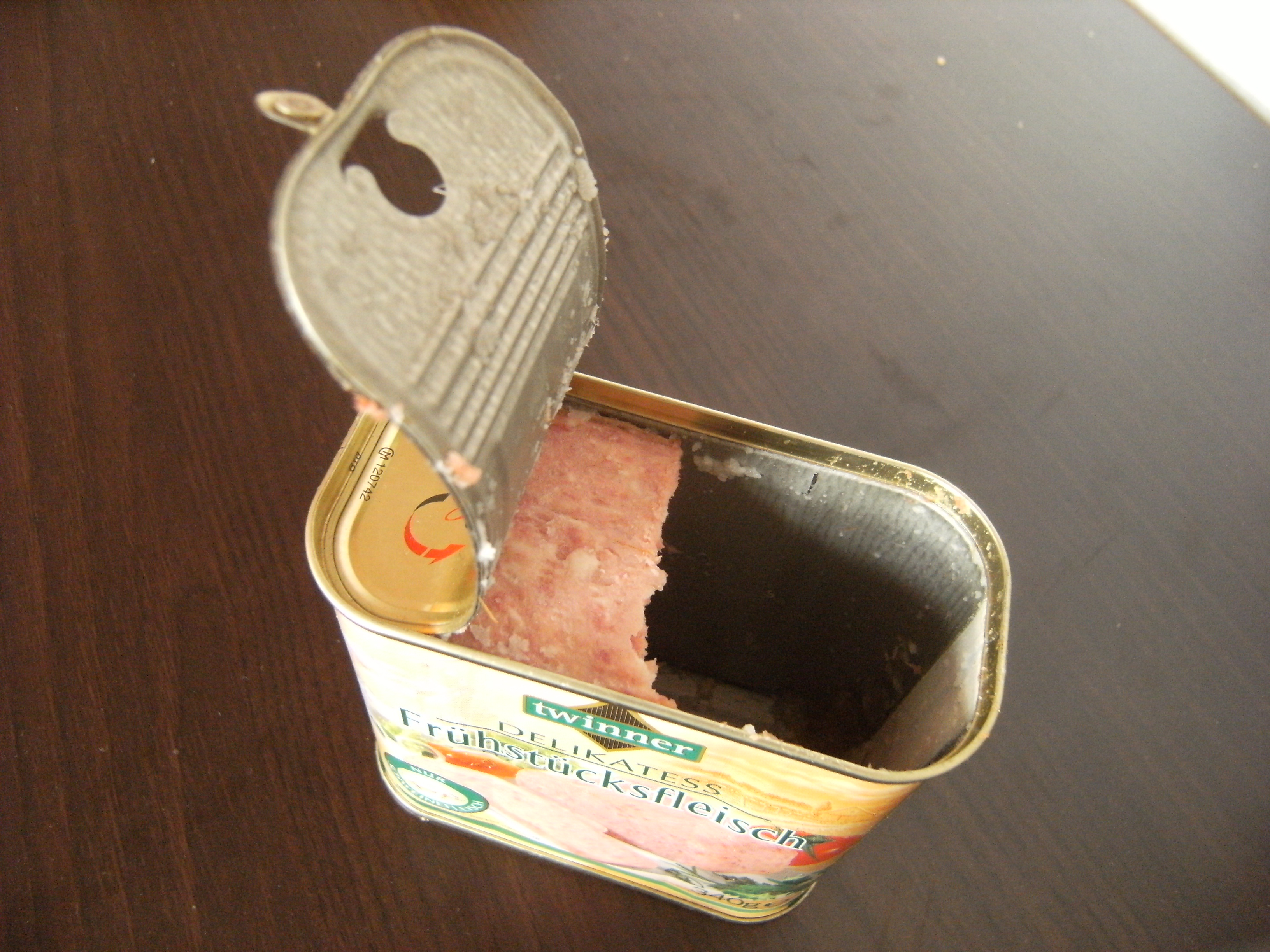
Lon nhôm đựng thịt.

Lon nhôm là một hộp bằng nhôm, thường là hình trụ, được bọc kín hoàn toàn. Nó thường được sử dụng để chứa thực phẩm và đồ uống, ngoài ra còn được dùng để chứa các sản phẩm như dầu, hóa chất và các chất lỏng khác. Tổng giá trị sản xuất toàn cầu của lon nhôm là 180 tỷ đô la Mỹ mỗi năm và đây là ngành sử dụng nhôm nhiều nhất trên toàn cầu.

## Xem thêm

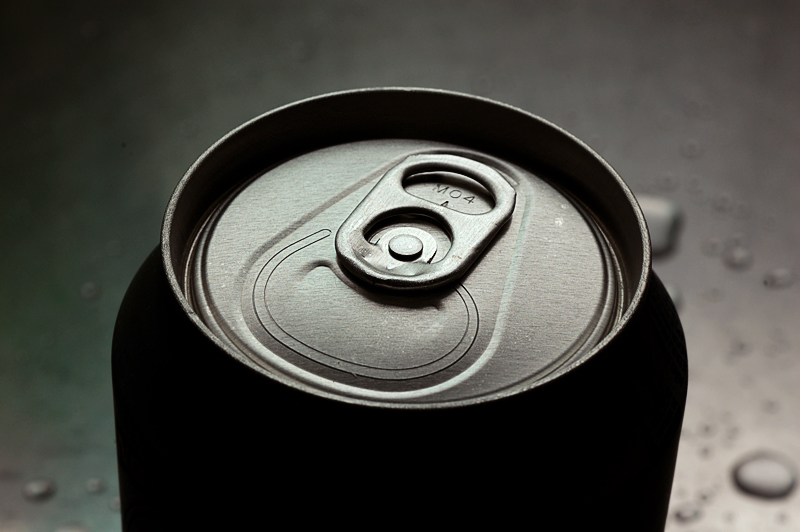
Lon nước ngọt với miếng nhôm để mở lon dễ dàng. Chú ý phần trên mặt lon được làm nhỏ lại.

## Sách tham khảo
- Soroka, W, "Fundamentals of Packaging Technology", IoPP, 2002, ISBN 1-930268-25-4
- Yam, K. L., "Encyclopedia of Packaging Technology", John Wiley & Sons, 2009, ISBN 978-0-470-08704-6